# Hans Zender
Hans Zender (* 22. November 1936 in Wiesbaden; † 23. Oktober 2019 in Meersburg) war ein deutscher Dirigent und Komponist. Er wirkte unter anderem als Generalmusikdirektor in Hamburg.

## Leben
Hans Zender, Sohn von Marianne Zender, geborene Fromm, und des Zahnarztes Franz Zender, ging in Wiesbaden auf ein Gymnasium und absolvierte an den Musikhochschulen in Frankfurt (1956 bis 1957) und Freiburg (1957 bis 1959) Meisterklassen in den Fächern Komposition, Klavier und Dirigieren. 1962 heiratete er Gertrud Achenbach. Schon zu Studienzeiten arbeitete ab 1959 und dann bis 1972 als Kapellmeister an den Städtischen Bühnen Freiburg. Er wurde im Alter von 27 Jahren Chefdirigent der am Theater der Stadt Bonn befindlichen Oper Bonn (1964–1968).
Von 1969 bis 1972 war er in Kiel bei den Bühnen der Stadt Kiel tätig und Generalmusikdirektor, 1971 bis 1984 in Saarbrücken Chefdirigent des Rundfunk-Sinfonieorchesters Saarbrücken und Generalmusikdirektor von 1972 bis 1982. 1982/1983 war er Chefdirigent der Hamburger Philharmoniker und der Staatsoper Hamburg, von 1984 bis 1987 Generalmusikdirektor der Hamburgischen Staatsoper und 1984 bis 1986 Generalmusikdirektor des Philharmonischen Staatsorchesters Hamburg. Danach war er Chefdirigent des Radio Kamer Orkest des Niederländischen Rundfunks (heute Radio Kamer Filharmonie) und Erster Gastdirigent der Opéra National, Brüssel, sowie von 1999 bis 2010 ständiger Gastdirigent des SWR Sinfonieorchesters Baden-Baden und Freiburg. Auch in England, Japan, der Schweiz und in Frankreich war er Gastdirigent; ebenso bei den Münchener Festspielen, den Berliner Festwochen, dem Holland Festival, den Bayreuther Festspielen und den Salzburger Festspielen.
Von 1988 bis 2000 war Zender Professor für Komposition an der Frankfurter Musikhochschule.
2004 gründete das Ehepaar Zender die „Hans und Gertrud Zender-Stiftung“. Diese vergibt in Zusammenarbeit mit der Bayerischen Akademie der Schönen Künste, der Musica Viva München und BR-Klassik des Bayerischen Rundfunks seit 2011 alle zwei Jahre Preise, die der Förderung und Unterstützung der Neuen Musik dienen sollen.
2005/06 war er Composer-in-residence des Deutschen Symphonie-Orchesters Berlin und Fellow am Wissenschaftskolleg zu Berlin. Er war Mitglied der Freien Akademie der Künste in Hamburg, der Akademie der Künste Berlin und der Bayerischen Akademie der Schönen Künste.

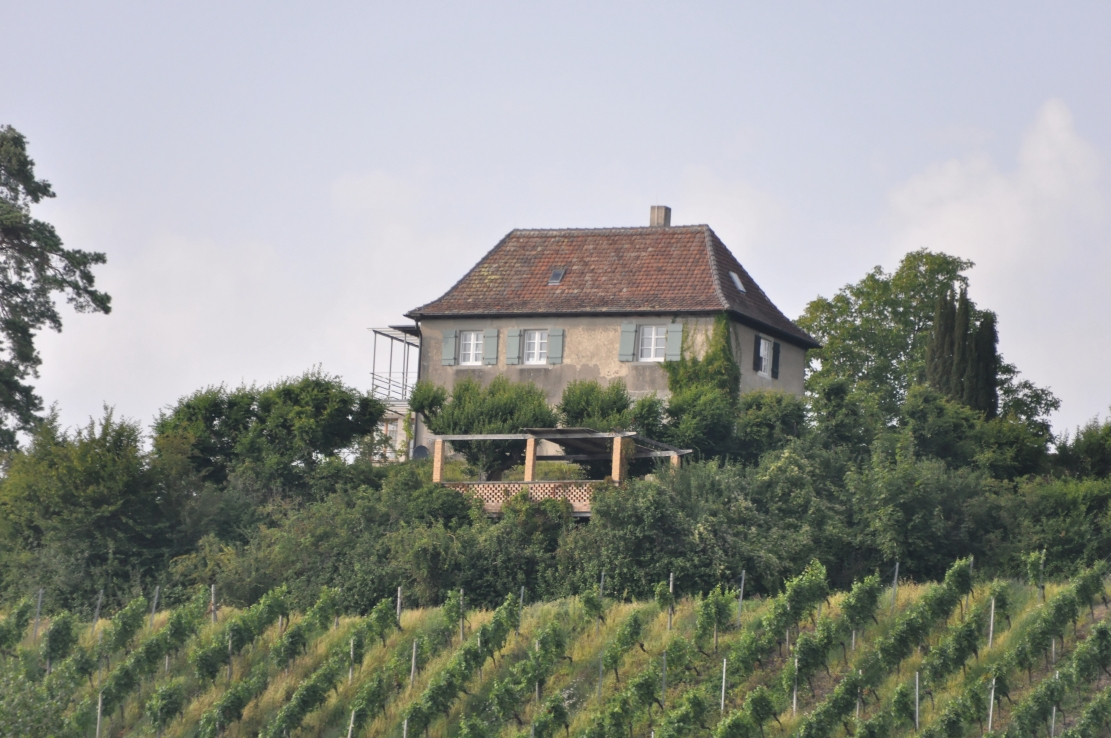
Glaserhäusle in Meersburg

Zender starb im Oktober 2019 im Alter von 82 Jahren an seinem Wohnort Meersburg am Bodensee. Dort wohnte er in seinen letzten Jahren mit seiner Frau Gertrud im „Glaserhäusle“, das einmal dem Philosophen Fritz Mauthner gehört hatte.

## Wirken

### Dirigent
Zenders jahrzehntelange internationale Dirigententätigkeit hat sich durch Wagemut und Breite des Repertoires ausgezeichnet. Seine Diskographie reicht von Bach bis Lachenmann, Mozart bis Feldman, Bruckner bis Yun, Riehm bis Rihm. Er liebte Schubert, Mendelssohn und Debussy, engagierte sich für Messiaen, Nono, Varèse und Bernd Alois Zimmermann, verlor dabei Reger und Hindemith nicht aus dem Blick; er engagierte sich für die „New York School“ und war Vorkämpfer der Musik Giacinto Scelsis. Zender sympathisierte sowohl mit Komponisten musikalischer „Architektur“ als auch mit Non-Konstruktivisten. Zender gastierte bei Festivals in Berlin und Wien, dirigierte „Parsifal“ bei den Bayreuther und Dallapiccolas „Ulisse“ bei den Salzburger Festspielen.

### Komponist
Hans Zenders kompositorische Tätigkeit ist einerseits nicht ohne seine Einsichten als Interpret denkbar, andererseits von großer Eigenständigkeit. Er schrieb in den frühen sechziger Jahren zunächst zwölftönige und serielle Musik, die er in seinen Drei Rondels nach Mallarmé (1961) und den Drei Liedern nach Gedichten von Joseph von Eichendorff (1964) mit Prinzipien der mittelalterlichen Isorhythmie verband. Bald entstanden Partituren, die schon im Titel variable und offene Formen signalisierten (Schachspiel, 1969; Modelle, 1971–1973).
Anfang der 1970er Jahre war Zender mit seinen Cantos – einer Werkreihe, die bis zu seinem Lebensende (Logos-Fragmente = Canto IX) sein Werk durchzog – bei der Nummer V angekommen. Das Denken in schöpferischen Zyklen ist typisch für Zender: andere seiner Werkserien heißen – im Ober- oder Untertitel – Hölderlin lesen (fünf Kompositionen), Kalligraphien (ebenfalls fünf) oder Lo-Shu (sieben). Der letztgenannte Zyklus gehört zur Gruppe der vom Komponisten abkürzend und nicht ohne Selbstironie so genannten „japanischen“ Stücke. Der Katholik Zender war auf Gastspielreisen mit fernöstlichem Denken in Berührung gekommen, einem vom Zen-Buddhismus herrührenden Zeitempfinden, das, auf die Musik übertragen, den Verzicht auf die abendländischen Traditionen strenger Werklogik zugunsten voneinander unabhängiger, nicht-linearer „Momentformen“ und den stärkeren Einbezug kontemplativer Strecken nahelegt – allerdings ohne Zugeständnisse an einen asiatischen Folklorismus.
Die Dialektik von strengem Formbewusstsein und einer „musique informelle“ im Sinne von Adorno ist eine Konstante in Zenders Musikdenken. Er hat vor allem darüber nachgedacht, wie man heute noch komponieren kann, ohne sich (oder andere) zu wiederholen. Heute, das heißt in einer Zeit nach der Postmoderne, in der Mottos wie „anything goes“ ebenso viel Freiheit gebracht wie Unheil gestiftet hatten. Einheitliche Zeitstile oder Ästhetiken scheinen mit einer solchen Unwiderruflichkeit suspendiert, dass Zender zu dem Schluss kommt, Kunstausübende müssten sich heute radikaler und gründlicher als je zuvor neu und selbst definieren.

### Neue Harmonielehre, Literatur, Musiktheater
Zu seiner persönlichen Neudefinition gehört der Entwurf einer mikrotonalen „gegenstrebigen Harmonik“, einer Art Harmonielehre, die die Oktave nicht in zwölf, sondern in 72 Kleinstintervalle dividiert. Die daraus resultierende subtile harmonische Farbigkeit kennzeichnet auch seine großangelegten, kantatenhaften „Opera magna“: die Vertonung des alttestamentlichen Hohelieds (Shir Hashirim; 1995–1997) und die Logos-Fragmente (2006–2009), eine Raumklangmusik als biblische und gnostische Texte deutende „Archäologie des Bewusstseins“.
Zender bezog zahlreiche Anregungen aus den „Schwesterkünsten“ und der Philosophie. Er hat sich mit Texten von Joyce, Pound, Hölderlin, Meister Eckhart, Luther, Cervantes, Shakespeare, Michaux, Juan de la Cruz, T.S. Eliot, Hugo Ball, japanischen Lyrikern wie Ikkyū und Bashō und immer wieder mit der Bibel kompositorisch auseinandergesetzt, berief sich auf philosophische Gedanken von Heraklit bis Derrida, Platon bis Picht.
Seine intellektuelle Regsamkeit machte ihn zu einem besonders geschichtsbewussten Künstler, den es, vergleichbar Bernd Alois Zimmermann, zu pluralistischen, mehrdimensionalen Konzepten drängte. Seine drei Werke fürs Musiktheater bieten komplexe Verschränkungen von Räumen, Zeiten und theatralischen Aktionen: Stephen Climax (1979/84) bringt simultan den Säulenheiligen Simeon und Stephen Daedalus aus Joyce’ „Ulysses“ auf die Bühne und durchquert anspielungsreich die Musikhistorie; Don Quijote de la Mancha (1989/81) ordnet „31 theatralische Abenteuer“ nach Cervantes in einer Art raffinierten Baukastenprinzips, und die „Indianeroper“ Chief Joseph (2005) ist eine Parabel auf die Unfähigkeit westlicher Zivilisationen zur Akzeptanz des Fremden.

### Musikvermittlung: „Komponierte Interpretation“ und Essayistik
Eine Gattung hat Zender geradezu erfunden: die „komponierte Interpretation“, die instrumental-gedankliche Umwandlung und Neudeutung bedeutender Musik der Vergangenheit. Schuberts „Winterreise“ (1993), Schumann-Phantasie (1997) und 33 Veränderungen über 33 Veränderungen (2011) verbinden Liebeserklärungen ans Original mit dialektischem „Weiterdenken“ in die Neuzeit: historische Abstände werden aufgehoben und gleichzeitig klargemacht, Konturen geschärft und verschleiert, Formen dekonstruiert und neugeschaffen. Diese schöpferischen Veränderungen sind imstande, nachdrücklich auf die einstmals beunruhigende Wirkung der Originale hinzuweisen und damit auf die im heutigen „Musikbetrieb“ allzeit lauernde Gefahr, große Musik zu verharmlosen und zum Genussmittel zu degradieren.
Der Essayist Hans Zender widmete sich musikexegetischen und -philosophischen Fragen, wobei seine Rhetorik an Schärfe gewann, wenn er den Malaisen und Miseren von Kunstbetrieb und -politik oder den deprimierendsten Äußerungen des globalen Unterhaltungsdeliriums zu Leibe rückte. Eine umfangreiche Sammlung seiner Texte erschien 2004 unter dem Titel Die Sinne denken; weitere Schriften: Waches Hören (2014), Denken hören, Hören denken (2016, 2020), Mehrstimmiges Denken (2019).

## Auszeichnungen
- 1962/1964 und 1968/1969: Stipendien der Deutschen Akademie Villa Massimo[5] (Stiftung Villa Massimo Rom)
- 1980: Kunstpreis des Saarlandes
- 1997: Frankfurter Musikpreis
- 1997: Goethepreis der Stadt Frankfurt
- 2002: Hessischer Kulturpreis
- 2011: Preis der Europäischen Kirchenmusik

## Werke
- Canto I–IX für verschiedene Besetzungen
  - I: für Chor, Flöte, Klavier, Streicher und Schlagzeug (1965)
  - II: für Sopran, Chor und Orchester nach Canto XXXIX von Ezra Pound (1967)
  - III (Der Mann von La Mancha): für Sopran, Tenor, Bariton, 10 Instrumente und Live-Elektronik nach Texten von Cervantes (1968)
  - IV: 4 Aspekte für 16 Stimmen und 16 Instrumente. Texte: Altes und Neues Testament, Thomas Müntzer, Martin Luther, Teilhard de Chardin (1969/1972)
  - V (Continuum und Fragmente) nach Heraklit: für Stimmen mit Schlaginstrumenten ad lib. (1972/1974)
  - VI: für Bassbariton, gemischten Chor a cappella und Tonband ad lib. Text: Psalm 22 und 23 in hebräischer Sprache (1988)
  - VII: Nanzen no kyo für 4 Chor- und 4 Instrumentengruppen. Text: Ikkyu (1992)
  - VIII: Shir Hashirim – Lied der Lieder für Soli, Chor, Live-Elektronik und großes Orchester. Text: Hoheslied (1992)
  - IX: Logos-Fragmente für 32 Sänger und 3 Orchestergruppen. Text: jüdische und gnostische Texte sowie Johannes-Evangelium (2006–2009)

- Schachspiel für zwei Orchestergruppen (1969)
- Modelle für variable Besetzung (1971–1973)
- Zeitströme für Orchester (1974)
- Elemente, Tonbandmontage für zwei Lautsprechergruppen (1976)
- Hölderlin lesen I für Streichquartett mit Sprechstimme (1979)
- Hölderlin lesen II für Sprechstimme, Bratsche und Live-Elektronik (1987)
- „denn wiederkommen“ (Hölderlin lesen III) für Streichquartett und Sprechstimme (1991)
- Mnemosyne (Hölderlin lesen IV) für Frauenstimme, zwei Violinen, Bratsche, Cello und Tonband (2000)
- Fünf Haiku (LO-SHU IV) für Flöte und Streicher (1982)
- Dialog mit Haydn für zwei Klaviere und drei Orchestergruppen (1982)
- Stephen Climax, Oper (1979–1984, Uraufführung 1986)
- Don Quijote de la Mancha, Oper (1989–1991, Uraufführung 1993; Neufassung 1994, Uraufführung 1999)
- Schuberts Winterreise – Eine komponierte Interpretation für Tenor und kleines Orchester (1993)
- Shir Hashirim – Lied der Lieder (Canto VIII), Oratorium für Soli, Chor, Orchester und Live-Elektronik (1992/1996, Gesamt-Uraufführung 1998)
- Schumann-Fantasie für großes Orchester (1997)
- Kalligraphie I für Orchester (1998)
- BARDO für Cello (mit Rundbogen ad lib.) und Orchester (2000)
- Chief Joseph. Musikalisches Theater in drei Akten (Uraufführung 2005)
- Logos-Fragmente für 32 Sänger und drei Orchestergruppen (2007)
- Adonde? Wohin? für Violine, Sopran und Ensemble, basierend auf Texten von Juan de la Cruz (UA: 12. September 2009)[6]
- Issei no kyo – Gesang von einem Ton, mit Piccoloflöte (2011)
- 33 Veränderungen über 33 Veränderungen, über Beethovens Diabelli-Variationen (2011), gewidmet Alfred Brendel und dem Ensemble Modern.[7]

## Schriften
- Happy New Ears. Das Abenteuer, Musik zu hören. Herder, Freiburg im Breisgau 1991, ISBN 3-451-04049-2.
- Wir steigen niemals in denselben Fluß. Wie Musikhören sich wandelt. 2. Aufl. Herder, Freiburg im Breisgau 1998, ISBN 3-451-04511-7.
- Hans Zender. Die Sinne denken. Texte zur Musik 1975–2003. Breitkopf & Härtel, Wiesbaden 2004, ISBN 3-7651-0364-0. (Nahezu eine Gesamtausgabe der Texte Zenders) 2., revidierte und erweiterte Auflage: Breitkopf & Härtel, Wiesbaden 2018, ISBN 978-3-7651-0364-3.
- Waches Hören. Über Musik. Hanser, München 2014, ISBN 978-3-446-24613-3.
- Denken hören – Hören denken. Musik als eine Grunderfahrung des Lebens. Verlag Karl Alber, Freiburg 2016, ISBN 978-3-495-48863-8.
- Hans Zender Essais sur la musique, Editions Contrechamps, Genf 2016, ISBN 978-2-940068-50-0
- Michael von Brück / Hans Zender. Sehen Verstehen SEHEN. Meditationen zu Zen-Kalligraphien. Verlag Karl Alber, Freiburg/München, 2019, ISBN 978-3-495-49022-8
- Mehrstimmiges Denken. Versuche zu Musik und Sprache. Verlag Karl Alber, Freiburg/München, 2019, ISBN 978-3-495-49099-0.

## Interviews
- Musik ist für mich sehr stark musikalisiertes Wort – Hans Zender zu seinen Kompositionsweisen, den „Cantos“ und den „Logos Fragmenten“. Ein Interview von Dietrich Heißenbüttel. In: Neue Zeitschrift für Musik. 2013, Nr. 5, S. 8–11, JSTOR:23995045.

## Film
- Hans Zender – Mit den Sinnen denken. Dokumentarfilm, Deutschland, 2020, Kurzfassung: 30:08 Min. (SR), Langfassung: 56:42 Min. (SWR), Buch und Regie: Reiner E. Moritz, SR, SWR, Reihe: kulturmatinée[8].